# مخطط الإنتالبيا-الإنتروبيا

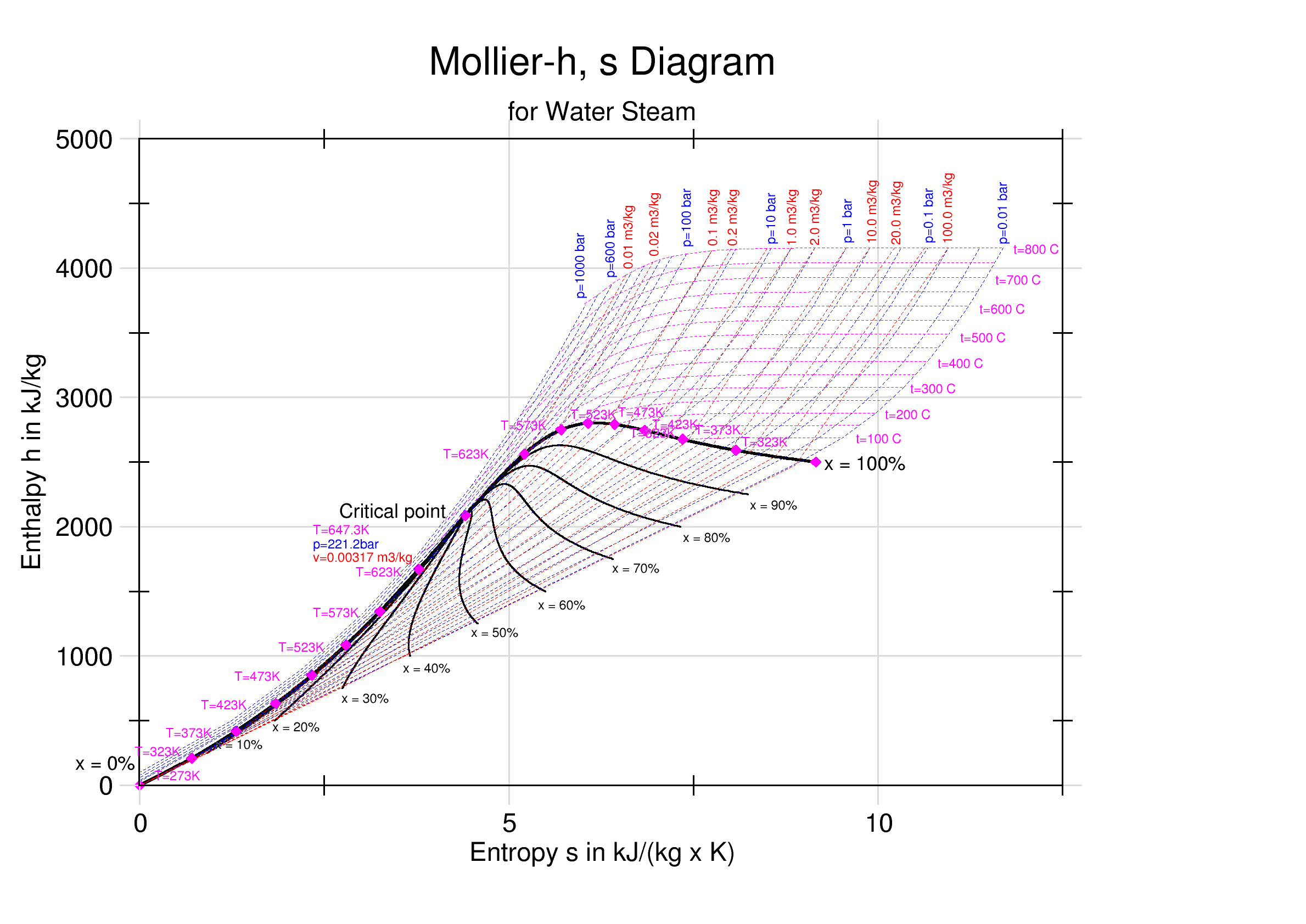

يرسم مخطط الإنتالبيا-الإنتروبيا أو مخطط موليير أو مخطط الإنتالبي-الإنتروبي أو مخطط المحتوى الحراري-الإنتروبيا أو مخطط H-S علاقة المحتوى الحراري الكلي بالإنتروبيا، مبينًا المحتوى الحراري (الإنتالبيا) لنظام ترموديناميكي ما. يغطي المخطط المعتاد مجال ضغط من 0.01 بار – 1000 بار، ودرجات حرارة تصل إلى 800 درجة مئوية. يظهر المخطط المحتوى الحراري {\displaystyle H} باستخدام مركباته من الطاقة الداخلية {\displaystyle U} والضغط {\displaystyle p} والحجم {\displaystyle V} باستخدام العلاقة {\displaystyle H=U+pV\,\!} (أو باستخدام المحتوى الحراري النوعي والإنتروبيا النوعية والحجم النوعي {\displaystyle h=u+pv\!}).

## مقدمة تاريخية
أنشئ المخطط في عام 1904 عندما رسم ريتشارد موليير المحتوى الحراري الكلي H كتابع للإنتروبيا S.
في مؤتمر الديناميكا الحرارية المقام في عام 1923 في لوس أنجلوس تقررت تسمية أي مخطط ترموديناميكي يستخدم المحتوى الحراري كأحد محاوره الإحداثية باسم «مخطط موليير» تكريمًا له.

## التفاصيل
يُرسم على المخطط خطوط لثبات الضغط، وأخرى لثبات درجة الحرارة، وأخرى للحجم، ففي منطقة الطورين، تتطابق خطوط ثبات الضغط وخطوط ثبات درجة الحرارة. وبالتالي تمثل الإحداثيات على المخطط الإنتروبيا والمحتوى الحراري.
يمثل العمل (الشغل) في عملية من دورة بخارية بطول h، بحيث يمكن قياسه مباشرةً، في حين يجب حسابه في مخطط T-s (درجة الحرارة-الإنتروبيا) باستخدام علاقات ترموديناميكية بين الخواص الترموديناميكية.
في العمليات الإيزوبارية (بثبات الضغط)، يبقى الضغط ثابتًا،فيكون التفاعل الحراري هو تغير الإنتالبي (المحتوى الحراري).
في العمليات متساوية السخانة (الإيزوإنتالبية)، يكون المحتوى الحراري ثابتًا. يمكن تمثيل العمليات متساوية السخانة بخط أفقي على المخطط.
يمثل الخط العمودي (الشاقولي) على مخطط h-s عملية إيزنتروبية. العملية 3-4 في دورة رانكين هي إيزنتروبية عندما يذكر أن عنفة البخار مثالية. فيمكن حساب عملية التمدد في العنفة بسهولة باستخدام مخطط h-s عندما تعتبر العملية مثالية (وهي الحالة عادةً عند حساب المحتويات الحرارية والإنتروبيات والقيم الأخرى. يمكن بعدها حساب الانحرافات عن القيم المثالية بأخذ المردود الإيزنتروبي للعنفة البخارية المستخدمة).
ترسم خطوط كسر الجفاف (x) في منطقة البخار الرطب وترسم خطوط ثبات درجة الحرارة في منطقة التسخين الزائد (التحميص). يعطي X الكسر (الكتلي) الخاص بالمادة الغازية في المنطقة الرطبة، والباقي هو قطرات سائلة معلقة. فوق الخط السميك، تكون درجة الحرارة أعلى من درجة الغليان، والمادة (المحمصة) الجافة تتكون من الغاز فقط.
لا تظهر هذه المخططات بشكل عام قيم الحجوم النوعية، ولا تظهر المحتوى الحراري للماء المشبع عند ضغوط من رتبة الضغوط الموجودة في مكثفات محطات الطاقة. وبالتالي لا يفيد هذا المخطط إلا في تغيرات المحتوى الحراري في عملية التمدد من دورة البخار.

## التطبيقات والاستخدام
يمكن استخدام المخطط في التطبيقات العملية كالتخمير، لتمثيل نظام رطوبة الهواء الحبيبية.
معطيات الخواص المأخوذة من مخطط موليير تطابق المخطط السايكرومتري. قد يظهر عند النظرة الأولى تشابه بين المخططين، ولكن إذا أدار المستخدم المخطط تسعين درجة ونظر إليه في مرآة، يتضح هذا التشابه. محورا إحداثيات مخطط موليير هما المحتوى الحراري h ونسبة الرطوبة x. محور إحداثيات المحتوى الحراري مائل وخطوط ثبات المحتوى الحراري متوازية وموزعة بانتظام.